# 1. deild kvinnur (2015)
W roku 2015 odbyła się 31. edycja 1. deild kvinnur – pierwszej ligi piłki nożnej kobiet na Wyspach Owczych. W rozgrywkach wzięło udział 5 klubów z całego archipelagu. Tytuł mistrzowski obroniła drużyna KÍ Klaksvík, po raz szesnasty w swej historii.

## Uczestnicy
| Uczestnicy 1. deild kvinnur 2014                                                                              | Uczestnicy 1. deild kvinnur 2014 | Uczestnicy 1. deild kvinnur 2014 | Uczestnicy 1. deild kvinnur 2014 |
| --- | -------------------------------- | -------------------------------- | -------------------------------- |
| KÍ | KÍ Klaksvík                      | 1                                |                                  |
| ESS | EB/Streymur/Skála ÍF             | 2                                |                                  |
| HB | HB Tórshavn                      | 3                                |                                  |
| ÍFV | ÍF Fuglafjørður/Víkingur Gøta    | 4                                |                                  |
| Nowi uczestnicy                                                                                               |                                  |                                  |                                  |
| AB36 | AB Argir/B36 Tórshavn            |                                  |                                  |
| Oznaczenia: - kolumna pierwsza – skróty nazw drużyn, - kolumna trzecia – miejsce zajęte w poprzednim sezonie. |                                  |                                  |                                  |

## Tabela ligowa
| Lp. | Drużyna                       | M  | Z  | R | P  | Bramki | Bramki | Różn. | Pkt | Uwagi                          |
| --- | ----------------------------- | -- | -- | - | -- | ------ | ------ | ----- | --- | ------------------------------ |
| 1   | KÍ Klaksvík (M)               | 20 | 17 | 2 | 1  | 82     | 11     | +71   | 53  | Liga Mistrzyń UEFA • 2016/2017 |
| 2   | EB/Streymur/Skála ÍF          | 20 | 13 | 3 | 4  | 67     | 22     | +45   | 42  |                                |
| 3   | HB Tórshavn                   | 20 | 10 | 3 | 7  | 59     | 35     | +24   | 33  |                                |
| 4   | ÍF Fuglafjørður/Víkingur Gøta | 20 | 4  | 3 | 13 | 19     | 62     | −43   | 15  |                                |
| 5   | AB Argir/B36 Tórshavn         | 20 | 0  | 1 | 19 | 9      | 106    | −97   | 1   |                                |

## Wyniki spotkań

### Regularne spotkania
| Gospodarz \ Gość              | AB36 | ESS | HB  | ÍFV | KÍ  |
| AB Argir/B36 Tórshavn         |      | 1:7 | 1:5 | 0:3 | 0:7 |
| EB/Streymur/Skála ÍF          | 5:2  |     | 1:1 | 2:0 | 2:2 |
| HB Tórshavn                   | 8:0  | 1:4 |     | 3:0 | 0:2 |
| ÍF Fuglafjørður/Víkingur Gøta | 2:0  | 0:5 | 2:2 |     | 0:7 |
| KÍ Klaksvík                   | 10:1 | 4:0 | 5:1 | 7:0 |     |

Aktualne na 25 sierpnia 2015. Źródło: FaroeSoccer.com
Objaśnienia:
1Drużyna gospodarzy jest wymieniona po lewej stronie tabeli.
Kolory: zielony – zwycięstwo gospodarzy, żółty – remis, różowy – zwycięstwo gości.
| Gospodarz \ Gość              | AB36 | ESS  | HB  | ÍFV | KÍ  |
| AB Argir/B36 Tórshavn         |      | 0:31 | 0:5 | 0:3 | 0:4 |
| EB/Streymur/Skála ÍF          | 7:0  |      | 4:0 | 4:2 | 0:1 |
| HB Tórshavn                   | 3:0  | 1:2  |     | 5:0 | 1:4 |
| ÍF Fuglafjørður/Víkingur Gøta | 3:0  | 1:1  | 1:5 |     | 0:3 |
| KÍ Klaksvík                   | 5:0  | 1:0  | 4:2 | 6:0 |     |

Aktualne na 28 września 2015. Źródło: FaroeSoccer.com
Objaśnienia:
1Drużyna gospodarzy jest wymieniona po lewej stronie tabeli.
Kolory: zielony – zwycięstwo gospodarzy, żółty – remis, różowy – zwycięstwo gości.

### Dodatkowe spotkania
| Gospodarz \ Gość              | AB36 | ESS | HB  | ÍFV | KÍ  |
| AB Argir/B36 Tórshavn         |      | 1:5 | 2:9 | 1:1 |     |
| EB/Streymur/Skála ÍF          | 8:0  |     |     |     | 2:1 |
| HB Tórshavn                   |      | 3:2 |     | 3:0 |     |
| ÍF Fuglafjørður/Víkingur Gøta |      | 0:6 |     |     | 1:2 |
| KÍ Klaksvík                   | 6:0  |     | 1:1 |     |     |

Aktualne na 11 października 2015. Źródło: FaroeSoccer.com
Objaśnienia:
1Drużyna gospodarzy jest wymieniona po lewej stronie tabeli.
Kolory: zielony – zwycięstwo gospodarzy, żółty – remis, różowy – zwycięstwo gości.
Objaśnienia:
1. Początkowo AB Argir/B36 Tórshavn wygrał 2:1, jednak mecz uznano za nieważny i rozegrano go jeszcze raz.

## Najlepsi strzelcy
Stan na 11 października 2015.
| Bramki | Strzelcy          | Drużyna              |
| ------ | ----------------- | -------------------- |
| 22     | Heidi Sevdal      | HB Tórshavn          |
| 22     | Maria Thomsen     | KÍ Klaksvík          |
| 17     | Margunn Lindholm  | EB/Streymur/Skála ÍF |
| 15     | Milja Simonsen    | HB Tórshavn          |
| 13     | Rannvá Andreasen  | KÍ Klaksvík          |
| 13     | Malena Josephsen  | KÍ Klaksvík          |
| 11     | Íðunn Magnussen   | EB/Streymur/Skála ÍF |
| 9      | Lív Arge          | HB Tórshavn          |
| 8      | Fríðrún Danielsen | EB/Streymur/Skála ÍF |
| 7      | Durita Hummeland  | EB/Streymur/Skála ÍF |
| 7      | Eyðvør Klakstein  | KÍ Klaksvík          |
| 7      | Sigrid Jacobsen   | KÍ Klaksvík          |
| 7      | Ansy Sevdal       | EB/Streymur/Skála ÍF |
| 6      | Birna Johannesen  | EB/Streymur/Skála ÍF |
| 6      | Rakul Magnussen   | EB/Streymur/Skála ÍF |
| 4      | 1 zawodniczka     | 1 zawodniczka        |
| 3      | 7 zawodniczek     | 7 zawodniczek        |
| 2      | 9 zawodniczek     | 9 zawodniczek        |
| 1      | 15 zawodniczek    | 15 zawodniczek       |
| sam.   | 5 zawodniczek     | 5 zawodniczek        |